# Henri Guisan
Henri Guisan (Mézières, 21 oktober 1874 - Pully, 7 april 1960) was een Zwitsers generaal en politicus.

## Levensloop

### Achtergrond en opleiding

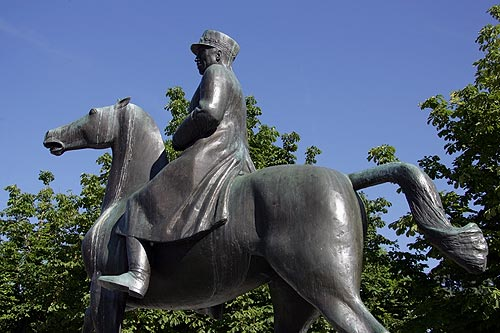
Ruitersstandbeeld van Guisan in Lausanne.

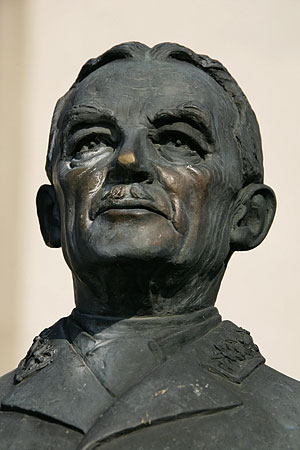
Standbeeld van Henri Guisan in Avenches.

Henri Guisan kwam uit het protestantse kanton Vaud. Hij stamde uit een oud hugenotengeslacht. Zijn vader, Charles-Ernest Guisan was majoor en plattelandsarts. Zijn moeder was Louise-Jeanne Bérangier, was ziekelijk en leed aan een longaandoening. Zij overleed toen Henri tien maanden oud was. Als kind had Henri Guisan een zwakke gezondheid en hij werd door zijn tante verzorgd, die na het overlijden van zijn moeder het huishouden in het ouderlijk huis leidde. Hij volgde het gymnasium in Lausanne en nam tegelijkertijd dienst in het aan de school gelieerde cadettencorps. Om zijn Duits te verbeteren werd hij voor zes maanden naar Duitsland gestuurd. Na zijn eindexamen (1893) ging hij medicijnen en theologie studeren aan de Universiteit van Lausanne, maar brak deze studie voortijdig af. Hij studeerde vervolgens enige tijd natuurkunde en rechten, maar besloot uiteindelijk tot landbouwkunde aan de Landbouwhogescholen van Ecully (bij Lyon) en in Hohenheim (Württemberg). In 1897 kocht hij een landgoed Chesalles-sur-Oron en in 1902 kocht hij van zijn schoonvader het landgoed Verte Rive in Pully; sindsdien leidde hij het leven van een herenboer.

### Militaire carrière
Henri Guisan nam in 1893 dienst in het Zwitserse leger, aanvankelijk bij de cavalerie, maar hij werd artillerist en volgde een opleiding aan de artillerierekrutenschool in Bière. Hij werd in 1894 bevorderd tot luitenant en in 1904 tot kapitein. In 1908 werd hij als kapitein aan de generale staf toegevoegd en in 1911 werd hij bevorderd tot majoor. In 1916 werd hij bevorderd tot luitenant-kolonel. Tijdens de Eerste Wereldoorlog was Zwitserland neutraal, desondanks kreeg Guisan de opdracht om naar het Duitse oostfront te gaan, om de oorlogstaktiek van de Duitsers te leren. In 1919 werd hij stafchef van de Tweede Divisie en tegelijkertijd commandant van het 9e Infanterieregiment. In 1921 werd hij brigadier-kolonel en in 1927 divisie-kolonel. In 1932 steunde Bondsraad Rudolf Minger (BGB) die tevens het hoofd van het Departement van Militaire Zaken beheerde, Guisans bevordering tot kolonel-korpscommandant, de hoogste militaire rang in het Zwitserse leger in vredestijd. Hij voerde hierna het bevel over het Duitstalige, en daarna over het Franstalige legerkorps.

#### Opperbevelhebber en generaal
Henri Guisan werd op 30 augustus 1939 met 204 van de 229 stemmen door het Zwitserse parlement (Bondsvergadering) tot opperbevelhebber en Zwitsers generaal gekozen. De doortastende Guisan maakte zich door zijn krachtige optreden tijdens de Tweede Wereldoorlog in Zwitserland erg populair. Aanvankelijk leefde er onder de Zwitserse regering en de bevolking de angst dat het land zou worden aangevallen door Frankrijk, angst voor Duitsland was er nauwelijks. Guisan maakte duidelijk dat men meer moest vrezen voor de noorderbuur dan de westerbuur, en dat een eventuele aanval van nazi-Duitsland best reëel was. Waar de regering in de beginjaren van de oorlog slap en weinig krachtdadig optrad (men nam een welwillende houding aan ten opzichte van Duitsland, men legde zich neer bij de 'nieuwe orde' in Europa), zo vastberaden was Guisan om het land te verdedigen tegen een eventuele aanval.

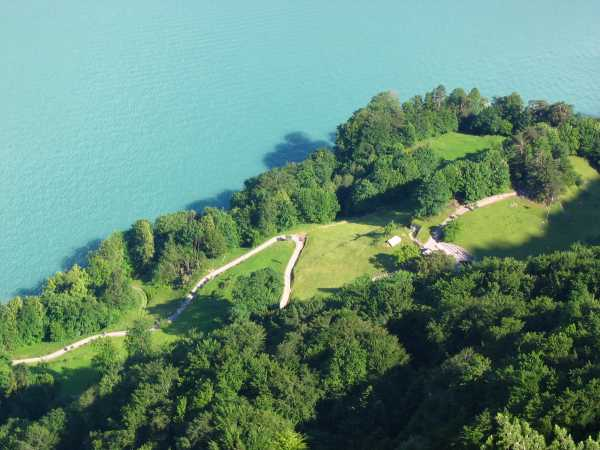
De velden aan de voet van de Rütli waar Guisan op 25 juli 1940 zijn beroemde rede hield.

Op 25 juli 1940 hield Guisan een rede voor het volledige Zwitserse officierskorps. De rede werd gehouden op de Rütli, een bergweide aan de oevers van het Vierwoudstrekenmeer in het kanton Uri, waar in 1291 met de Rütlischwur het Zwitserse Eedgenootschap in het leven werd geroepen. Guisan verklaarde dat Zwitserland zich zou verzetten tegen een aanval van nazi-Duitsland en zich nooit zou overgeven. Deze toespraak werd goed ontvangen door het leger en de bevolking, maar de Duitse ambassadeur protesteerde hevig namens Hitler.
Henri Guisan ontwikkelde het 'Reduit Concept'. Hiermee werd bedoeld dat als Zwitserland door Duitsland zou worden aangevallen het Zwitserse leger zich in de beginfase van de oorlog zou terugtrekken in de Alpen, die als natuurlijke vesting fungeren en vanuit de Alpen zou men via een soort guerrillatactiek de vijand aanvallen.
Op 20 augustus 1945 nam hij als opperbevelhebber en generaal ontslag en beschouwde zijn werk als gedaan.
Na de oorlog hield hij talrijke redevoeringen en spreekbeurten, ook in het buitenland (in 1947 in Zweden).

### Politieke activiteiten
Guisan was naast militair ook politicus. Hij was een conservatieve-federalist en was lid van het bestuur van Chesalles-sur-Oron en de gemeenteraad van Pully. Hij was een tegenstander van de sociaaldemocratie, dit was mogelijk de reden dat een aantal leden van de Sociaaldemocratische Partij van Zwitserland (SP) op 30 augustus 1939 de kandidatuur voor het opperbevelhebberschap van Guisan niet steunden. Zij stemden op Jules Borel. Niettemin was zijn samenwerking met de sociaaldemocraten tijdens de oorlog goed. Guisan was ook een anti-communist en had zekere sympathieën voor Mussolini, wiens regime hij zag als een bolwerk tegen het Bolsjewisten.
In de jaren 1930 was Guisan lid van het Internationaal Olympisch Comité.
Henri Guisan overleed op 85-jarige leeftijd. Hij werd begraven in de plaats van zijn overlijden.

## Musea
Centre General Guisan

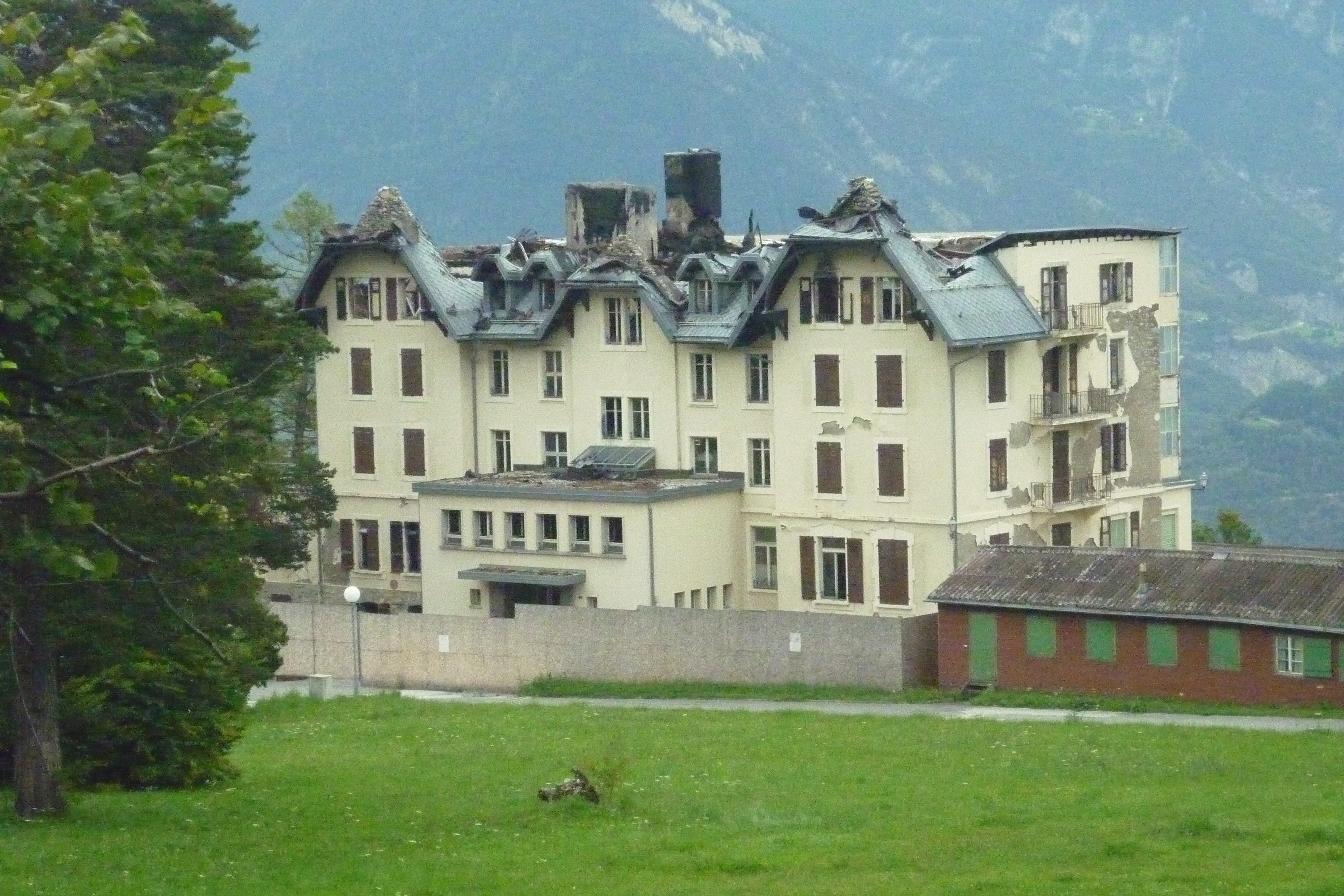
De woning van Guisan in Montana, deels door brand verwoest.

Aan het meer van Genève, in Pully, ligt Verte Rive, een huis dat in 1867 gebouwd werd door Christ-Charles Doelker, de latere schoonvader van Guisan. Van 1902 tot zijn dood woonde de generaal hier met zijn gezin. Zijn werkkamer, zitkamer en eetkamer zijn te bezichtigen.
Maison General Guisan
Op het grondgebied van Montana en Chermignon bevond zich een groot huis dat in november 2012 door brand ernstige schade opliep. In juni 2012 was net toestemming gekregen om er een bejaardentehuis van te maken. Het landgoed van 68.710 m2 en het huis staan sinds 2013 te koop.